# Rafael I del Congo
Rafael I Nzinga a Nkanga va ser governant del regne del Congo durant la Guerra Civil del Congo. Va governar del 1670 a 1673.
Durant el període de guerra civil, Soyo, prèviament sota el control de Kongo, es va independitzar. Encara va interferir amb els afers congolesos i el va envair diverses vegades per a desposseir reis que no eren pro-Soyo. Quan Soyo va envair Congo el 1669, van enderrocar Pedro III, que era membre de la kanda Kinlaza i el va reemplaçar amb Álvaro IX, qui era membre de la kanda Kimpanzu, més simpàtica de Soyo. Tanmateix, fins i tot els nobles Kimpanzu s'havien ressentit amb les interferències de Soyo als assumptes de Congo. Rafael va deposar Álvaro i va prendre el seu lloc com a manikongo.
Després de la seva ascensió, Rafael va ser expulsat de la seva capital São Salvador per Soyo, qui estava rebent ajuda holandesa, i es va anar convertint lentament tan poderosa com el Congo. Rafael va viatjar a Luanda i va buscar l'ajuda de l'Imperi Portuguès, que era rival dels holandesos en aquella època, per sotmetre Soyo. A canvi, va prometre a Portugal diners, concessions minerals i el dret a construir una fortalesa a Soyo per evitar els holandesos. La batalla de Kitombo va ser una derrota humiliant per a l'Angola portuguesa, es van veure obligats a reconèixer la independència de Soyo i el Papa va admetre un nunci papal del rei de Portugal que afirmava que la corona no intentaria a atemptar més contra la seva sobirania. Tanmateix això va donar a Rafael l'oportunitat de reocupar São Salvador i continuar el seu regnat fins a 1673.